# Verdun (Schiff)
Die Verdun war ein Großzerstörer der Guépard-Klasse der französischen Marine. Am 27. November 1942 versenkte die Besatzung die Verdun in Toulon selber. Das Schiff wurde nach der Schlacht um Verdun benannt.

## Maschinenanlage
Die Antriebsanlage der Verdun bestand aus vier Penhoët-Kesseln und zwei Parsons-Turbinen. Diese trieben über zwei Antriebswellen die beiden Schrauben an. Die Maschinen leisteten 73.738 WPS. Damit konnte eine Höchstgeschwindigkeit von 38,46 kn (etwa 71 km/h) mit einer Verdrängung von 2.600 ts erreicht werden.

## Bewaffnung
Die Hauptartillerie der Verdun bestand aus fünf 13,86-cm-Geschützen L/40 des Modells 1923 in Einzelaufstellung. Diese Kanone konnte eine 40,4 Kilogramm schwere Granate über eine maximale Distanz von 19.000 m feuern. Als Flugabwehrbewaffnung verfügte der Zerstörer bei Indienststellung über vier 3,7-cm-Flugabwehrkanonen (L/60) des Modells 1925 in Einzelaufstellung. Diese befanden sich links und rechts neben dem achteren Schornstein. Als Torpedobewaffnung verfügte die Verdun über sechs Torpedorohre in zwei Dreiergruppen für den Torpedo 23DT, Toulon.

## Verbleib
Nach der Niederlage Frankreichs ging die Verdun in den Dienst der Marine des Vichy-Regimes über. Bei der Besetzung Restfrankreichs durch das Dritte Reich versenkte die Besatzung am 27. November 1942 in Toulon das Schiff selber. Im September 1943 wurde das Schiff gehoben, aber nicht mehr instand gesetzt. Nach dem Krieg wurde das Wrack abgebrochen.